# Alopurinol
.
Alopurinol je kemijski spoj koji služi kao lijek u liječenju hiperuricemija, te njenih komplikacija kao što je giht.
Alopurinol je analog purina, strukturni izomer hipoksantina (purina koji se fiziološki stvara u ljudskom tijelu u metabolizmu purina) i inhibitor enzima ksantin oksidaze. Enzim ksantin oksidaza djeluje tako da oksidira hipoksantina i ksantin, u uričnu kiselinu, koja se iz krvi filtrira u bubrezima, te dalje mokraćom izlazi iz tijela. 
Alopurinol u tijelu njegova "meta" ksantina oksidaza brzo razgrađuje u metabolit oksipurinol koji također djeluje kao inhibitor ksantin oksidaze samo znatno duže, pa se smatra da je za glavni učinak zaslužan oksipurinol.
Kod povećane hiperuricemije alopurinol se koristi kako bi se vrijednosti urata u krvi smanjile. Alopurinol nema učinka u akutnim napadima giht, već samo kod kronične bolesti, kao prevencija budućih napada. Primjenjuje se i profilaktički kod kemoterapijskih tretmana koja mogu dovesti do hiperuricemije. 
|  | Molimo pročitajte upozorenje o korištenju medicinskih informacija. Ne provodite liječenje bez savjetovanja s liječnikom! |